# بخش‌های دپارتمان اوت-وین
بخش‌های دپارتمان اوت-وین (انگلیسی: Arrondissements of the Haute-Vienne department) شامل ۳ بخش به شرح زیر است:
1. بخش بلک با ۶۲ کمون (فرانسه) و جمعیت ۳۹ هزار نفر در سال ۲۰۱۳ می‌باشد.
2. بخش لیموژ با ۱۰۸ کمون (فرانسه) و جمعیت ۲۹۸ هزار نفر در سال ۲۰۱۳ می‌باشد.
3. بخش روشه‌شوار با ۳۰ کمون (فرانسه) و جمعیت ۳۷ هزار نفر در سال ۲۰۱۳ می‌باشد.